# Лангсакс

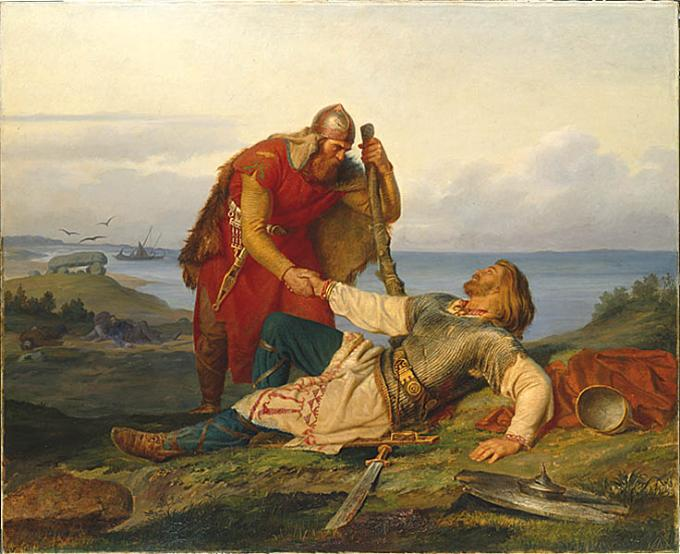
Мортен Эскель Винге. «Прощание Хьялмара с Оддом Стрелой после Самсеской битвы» (1866)

Лангсакс (нем. Langsax) — кинжал древних германцев с заточкой с одной стороны, клинком шириной около 4 см и длиной до 80 см.
Происходит от традиционного древнегерманского ножа сакса, но лангсакс был более длинный и тяжёлый. Дальнейшее увеличение размеров лангсакса привело к созданию меча скрамасакса. Лангсакс состоит из лезвия с клиновидным сечением, к которому прикреплялись все элементы эфеса (рукоятки). Также несколько образцов этого меча археологи обнаружили на территории Киевской Руси и относят их к эпохе средневековья. Учёные предполагают, что пиком использования этих ножей был X век. Все экспонаты были найдены археологами в местах захоронений воинов знати, которые были представителями старшей дружины, возможно варягов. Воины носили лангсаксы в специальных ножнах, которые имели Т-образный проём. Лангсакс кроме военного назначения получил распространение как егерский или охотничий кинжал.